# موژگا (باشقیرستان)
موژگا (انگلیسی: Mozhga, Republic of Bashkortostan) یک شهرک در شهرستان یانائولسکی استان باشقیرستان کشور روسیه است.